# Kalatonjärvi (sjö, lat 68,73, long 27,98)
Kalatonjärvi är en sjö i Finland. Den ligger i kommunen Enare i landskapet Lappland, i den norra delen av landet, 1 000 km norr om huvudstaden Helsingfors. Kalatonjärvi ligger 176,8 meter över havet. Arean är 22,3 hektar och strandlinjen är 3,35 kilometer lång. Sjön  ingår i Pasvik älvs huvudavrinningsområde. 